# 湖華詩
湖華 詩（こはな うた、11月12日 - ）は、宝塚歌劇団花組に所属する娘役。
長野県佐久市、佐久長聖高校出身。身長161cm。愛称は「よっちゃん」、「よしこ」、「よしの」。

## 来歴
2017年4月、宝塚音楽学校入学。
2019年3月、宝塚音楽学校を卒業し、第105期生として宝塚歌劇団に入団。入団時の成績は21番。4月、宙組宝塚大劇場公演「オーシャンズ11」で初舞台。公演終了後、花組に配属。
2024年、「エンジェリックライ」併演のショー「Jubilee」で、初のエトワールに抜擢。翌2025年の博多座公演の同作でもエトワールを務めた。

## 主な舞台

### 初舞台
- 2019年4 - 5月、宙組『オーシャンズ11』（宝塚大劇場]のみ）

### 花組時代
- 2019年8 - 11月、『A Fairy Tale -青い薔薇の精-／シャルム!』
- 2020年7 - 11月、『はいからさんが通る』[注釈 1]
- 2021年4 - 7月、『アウグストゥス-尊厳ある者-／Cool Beast!!』[注釈 1]
- 2021年11 - 2022年2月、『元禄バロックロック／The Fascination!』- 新人公演：ラン（本役:朝葉ことの）[注釈 2]
- 2022年3 - 4月、『冬霞の巴里』（ドラマシティ・東京建物 Brillia HALL） - 花売り
- 2022年6 - 9月、『巡礼の年〜リスト・フェレンツ、魂の彷徨〜／Fashionable Empire』[注釈 2]
- 2022年10 - 11月、『フィレンツェに燃える／Fashionable Empire』（全国ツアー） - ザッフィ
- 2023年1 - 3月、『うたかたの恋／ENCHANTEMENT -華麗なる香水（パルファン）-』 - 新人公演：エヴァ（本役:愛蘭みこ）[注釈 3]
- 2023年4 - 5月、『二人だけの戦場』（梅田芸術劇場・東京建物 Brillia HALL）
- 2023年7 - 10月、『鴛鴦歌合戦／GRAND MIRAGE!』 - 新人公演：ひばり（本役：詩希すみれ）
- 2023年11 - 12月、『激情／GRAND MIRAGE!』（全国ツアー）
- 2024年2 - 5月、『アルカンシェル』 - 新人公演：シモーヌ（本役：咲乃深音）[注釈 3]
- 2024年9 - 2025年1月、『エンジェリックライ／Jubilee』- 新人公演：アマンダ（本役：糸月雪羽） 初エトワール
- 2025年3月、『マジシャンの憂鬱／Jubilee』（博多座） エトワール
- 2025年6 - 9月、『悪魔城ドラキュラ／愛, Love Revue!』 - 新人公演：マザー・フルーラ（本役:美風舞良）
- 2025年11 - 12月、『Goethe!』（東京国際フォーラム・梅田芸術劇場）

### 出演イベント
- 2019年12月、『タカラヅカスペシャル2019－Beautiful Harmony－』（梅田芸術劇場）[注釈 4]